# 戈内
戈内（法語：Gosné，法語發音：[ɡone]）是法国伊勒-维莱讷省的一个市镇，位于该省中部偏东北，属于富热尔-维特雷区。

## 地理
戈内（48°14'46"N, 1°27'53"W）面积18.14 平方千米，位于法国布列塔尼大區伊勒-维莱讷省，该省份为法国西北部沿海省份，位于布列塔尼半岛东部，北濒大西洋，西接阿摩尔滨海省和莫尔比昂省，南至大西洋卢瓦尔省，西南端接曼恩-卢瓦尔省，东临马耶讷省，东北与芒什省接壤。
与戈内接壤的市镇（或旧市镇、城区）包括：利夫雷附近埃尔塞、利夫雷、圣欧班迪科尔米耶。

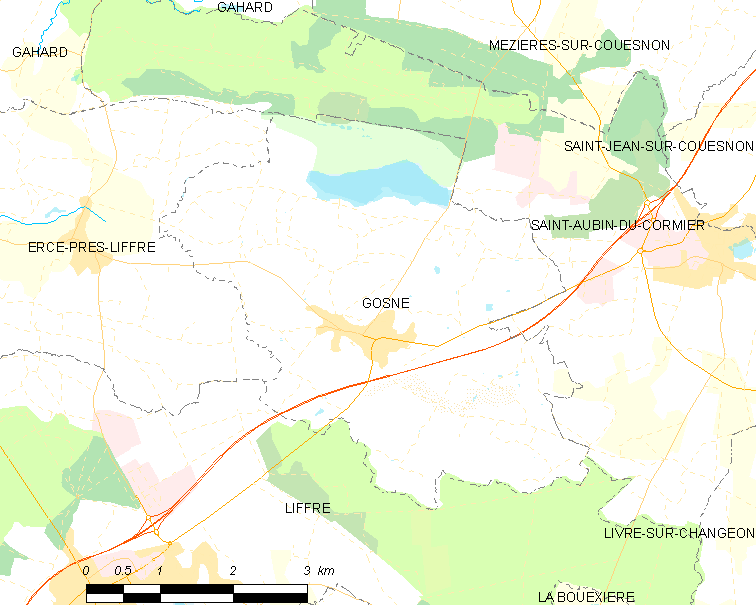
戈内的OSM定位图

戈内的时区为UTC+01:00、UTC+02:00（夏令时）。

## 行政
戈内的邮政编码为35140，INSEE市镇编码为35121。

## 政治
戈内所属的省级选区为富热尔第一县。

## 人口

1962-2008年间戈内人口变化图示

戈内于2022年1月1日时的人口数量为2098人。